# Charagua (ort i Bolivia)
Charagua är en ort i Bolivia.   Den ligger i departementet Santa Cruz, i den sydöstra delen av landet, 230 km öster om huvudstaden Sucre. Charagua ligger 799 meter över havet och antalet invånare är 3 025.
Terrängen runt Charagua är kuperad västerut, men österut är den platt. Trakten runt Charagua är nära nog obefolkad, med mindre än två invånare per kvadratkilometer.. Det finns inga andra samhällen i närheten.
I omgivningarna runt Charagua växer i huvudsak lövfällande lövskog.